# モノクロームオーバードライブ
「モノクロームオーバードライブ」は、遠藤ゆりかの楽曲。HISASHIが作詞・作曲を手掛けた。遠藤のデビューシングルとして2014年2月5日にポニーキャニオンから発売された。

## 音楽性
本曲は、テレビアニメ『Z/X IGNITION』のエンディングテーマに起用された。
同アニメの進行と連動した疾走感のある悲しい曲で、遠藤によれば中二病的な「アニソンらしさを感じられる」曲に仕上がっているという。歌詞には『Z/X IGNITION』のキャラクターが抱えるマイナスの部分を反映した内容になっている。なおレコーディングでは当曲の歌い方を研究しながら行われた。また、HISASHIは遠藤にアドバイスしたり構成を変更するなどしたという。

## シングルリリース
2014年2月5日にポニーキャニオンから発売された。
初回限定盤（PCCG-01383）と通常盤（PCCG-70199）の2種リリースで、初回限定盤には本曲のPVを収録したDVDが同梱されている。
2曲目「REBORN」は、苦難を乗り越えて前進する内容で、歌詞には遠藤のデビュー時の心境と重なる部分もあるという。

## シングル収録内容
| #         | タイトル                                         | 作詞       | 作曲      | 編曲                       | 時間  |
| --------- | ------------------------------------------------ | ---------- | --------- | -------------------------- | ----- |
| 1.        | 「モノクロームオーバードライブ」                 | HISASHI    | HISASHI   | HISASHI、DJ Mass、持山翔子 | 3:54  |
| 2.        | 「REBORN」                                       | 為岡そのみ | Glow      | 福富幸宏                   | 4:01  |
| 3.        | 「モノクロームオーバードライブ（instrumental）」 |            |           |                            | 3:54  |
| 4.        | 「REBORN（instrumental）」                       |            |           |                            | 3:59  |
| 合計時間: | 合計時間:                                        | 合計時間:  | 合計時間: | 合計時間:                  | 15:49 |

| #  | タイトル                                      | 作詞 | 作曲・編曲 |
| -- | --------------------------------------------- | ---- | ---------- |
| 1. | 「モノクロームオーバードライブ」(MUSIC VIDEO) |      |            |
| 2. | 「off shot」                                  |      |            |

## チャート
| チャート（2014年）                | 最高位 |
| --------------------------------- | ------ |
| オリコン                          | 41     |
| Billboard JAPAN Hot Singles Sales | 46     |